# Selz (Dakota del Nord)
Selz è un census-designated place (CDP) degli Stati Uniti d'America, situato nello Stato del Dakota del Nord, nella contea di Pierce. Secondo il censimento del 2020 gli abitanti di Selz ammontavano a 40.